# Mónica García Prieto
Mónica García Prieto (Badajoz, 1974) es una periodista española, reportera internacional para distintos medios de comunicación españoles, reconocida y galardonada con importantes premios periodísticos.

## Trayectoria
García Prieto estudió Ciencias de la Información, en la rama de Periodismo, en la Universidad Complutense de Madrid.
A lo largo de más de veinte años ha sido corresponsal en Roma, Moscú, Jerusalén, Beirut, Bangkok y Shanghái, y ha recorrido el mundo como reportera centrando sus coberturas en la denuncia de los abusos a los derechos humanos en tiempos de guerra y en la defensa de los civiles.
Comenzó su carrera cubriendo el levantamiento zapatista de Chiapas, el primero de los muchos conflictos que ha cubierto en estas últimas décadas, donde ha viajado a informar sobre conflagraciones como la segunda guerra de Chechenia, la guerra de Georgia, el conflicto de Macedonia, las invasiones de Afganistán e Irak y la subsiguiente guerra civil iraquí, múltiples ataques contra Gaza, la guerra del Líbano, la guerra de Siria y la guerra de Ucrania, así como las revueltas de la Primavera Árabe, entre otras.
Su carrera se ha centrado en Oriente Próximo, Asia Central y el Sureste Asiático. Su carrera se ha desarrollado principalmente en las páginas del diario El Mundo, al principio como reportera de plantilla y después como freelance. Como reportera freelance también ha trabajado en Periodismo Humano, Cuartopoder, Revista 5W, La Marea, Cadena SER o ABC entre otros. 
Desde que regresó a España en 2019, combina su actividad como reportera internacional con reportajes en profundidad sobre la realidad social española. Estuvo informando sobre la agitada investidura del presidente Joe Biden en EE. UU., ha viajado en varias ocasiones a cubrir la guerra de Ucrania y permaneció durante más de un mes a bordo del Open Arms relatando los rescates de refugiados.
En España informó sobre la crisis del Covid o el peligroso paso de refugiados hasta Francia a través del río Bidasoa, en Irún, recurriendo en esta ocasión al podcast, un formato que ha seguido alternando con sus reportajes escritos y ensayos.
Estuvo casada con el reportero de guerra Julio Fuentes, asesinado en la invasión de Afganistán de 2001. Su pareja en la actualidad (2018) es Javier Espinosa, periodista que estuvo secuestrado en Siria durante más de seis meses. Juntos publicaron en 2016 el libro "Siria, el país de las almas rotas. De la revolución al califato del ISIS" y un año más tarde, La semilla del odio. De la invasión de Irak al surgimiento del ISIS, ambos editados por Debate.
También ha participado en otros libros como Todas, crónicas de la violencia contra las mujeres de la Editorial Libros.com, o Contarlo para no olvidar, junto a Maruja Torres, publicado por la Colección Voces de Revista 5W y llevado al teatro de la mano del actor y director Miguel Rellán. En 2023, publicó el libro Rumbo al Ecocidio escrito en colaboración con José Esquinas, experto en Hambre de la FAO. (Ed. Espasa)

## Reconocimientos
Ha sido reconocida con los premios Dario D'Angelo en 2005, José María Porquet de Periodismo Digital en 2011, José Couso de Libertad de Prensa en 2013, Julio Anguita Parrado en 2016 y Cirilo Rodríguez de 2017, del cual ya había sido finalista en 2011. También recibió el Premio AMI 2022, otorgado por la Asociación de Medios de Información a los periodistas que informaron sobre la invasión de Ucrania, y el Premio MiradasDoc 2024.